# Josip Novak (učitelj)
Josip Novak, slovenski učitelj in organizator šolstva, * 29. december 1869, Ljubljana, † 7. oktober 1934, Vižmarje.

## Življenje in delo
Po dokončanem učiteljišču v Ljubljani (1889) je bil kot učitelj zaposlen na Dobrovi pri Ljubljani (1889-1892), na Brezovici (do 1896), v Idriji (do 1918), a je imel od 1911 dopust, ker je opravljal posle okrajnega šolskega nadzornika za slovenske in od 1918 tudi za nemške ljudske šole kočevskega okraja. Leta 1924 je bil imenovan za višjega šolskega nadzornika za ljubljanski okraj, a se je že konec istega leta upokojil in se preselil v Vižmarje.
Po končani 1. svetovni vojni so se po njegovih predlogih preuredile nemške šole kočevskega okraja deloma v popolnoma slovenske, deloma v slovenske z nemškimi vzporednicami, in se ustanovile nove (Bosljiva Loka, Karlovica, Kostel, Mohorje, Papeži), mnoge obstoječe pa se razširile.
Med drugim je napisal Nekaj besed o čitanju (1890) in nekaj učnih slik (1894), največ pa je strokovno deloval pri strokovnem glasilu Slovenski učitelj (1900–1912), kateremu je bil od 1908–1912 tudi sourednik. V njem je objavljal anonimno, in tudi s polnim imenom članke o pouku raznih osnovnošolskih predmetov, o krščanski vzgoji, metodiki poučevanja, vzgojna in upravna navodila učiteljstvu, objavil nekaj knjižnih ocen in polemičnih sestavkov, številne dopise in mnogo člankov, povzetih po drugih, zlasti nemških pedagoških listih.
V letnih poročilih idrijske ljudske šole je priobčil Nekaj opominov staršem (1901) in Šolstvo v Idriji za vlade cesarja Franca Jožefa I. (1908). Za propagandno publikacijo »Učitelj v boju proti alkoholizmu« je prispeval članek Abstinenca med učiteljstvom (1911). Svoja nadzorniška poročila na okrajnih učiteljskih konferencah v Ribnici 1912, 1922 in v Kočevju 1914, 1922 je objavil v posebnih brošurah; sestavil je Slovensko vadnico za nemške ljudske šole (1. in 2. zvez. Lj. 1921, 3. zv. 1924). V razvedrilo mladini je objavljal večinoma s psevdonimom Miroljub uganke v Angelčku, Mladosti, Mentorju. Iz domače zgodovine je opisal Gradove in gradišča v brezoviški fari in Šolo na Brezovici pri Ljubljani kar je porabil v svoji knjigi: Zgodovina brezoviške fare (Lj. 1907), in sestavil monografijo o Šmarni gori (Lj. 1930). Iz ljubljanskega škofijskega arhiva (Nadškofijski arhiv Ljubljana) in raznih tiskanih virov je nabral obsežno biografsko gradivo za zgodovino učiteljstva na Kranjskem.